# Міклош Вадаш
Мі́клош Ва́даш (угор. Vadas Miklós, 1906 — 7 квітня 1981) — угорський футболіст та футбольний тренер. Відомий завдяки роботі зі збірними Албанії, Сирії та Йорданії.

## Життєпис
Розпочав кар'єру в 17-річному віці, захищаючи кольори клубу «Керюлеті». Дебютний матч провів 16 вересня 1923 року проти клубу «Зуглой» (0:0). 1928 року перейшов до лав «Шомодя», де одразу ж зарекомендував себе як вправний бомбардир. Протягом 1929—1930 років виступав у США за єврейський клуб «Бруклін Гакоах» та «Бруклін Вондерерз», основу яких складали угорські футболісти — Дьордь Мольнар, Янош Нехадома, Йожеф Айзенгоффер, Йожеф Браун, Дезьо Грош та інші.
Після повернення додому приєднався до «Немзеті СК», у якому провів чотири сезони. 1934 року Вадаш вирушив до Франції, де захищав кольори ліонського «Олімпіка» та «Ам'єна». Протягом 1935-1936 років виступав у складі угорських середняків — «Керюлеті» та «Шорокшара», після чого пеерйшов до швейцарського «Поррантрюї», де був граючим тренером. Завершив кар'єру гравця у клубі «Будай 11».
1948 року Вадаш очолював рідний для себе «Керюлеті», а на початку серпня 1950 року став на чолі одного з провідних угорських клубів — «Ференцвароша», що саме змінив назву на ЕДОШ. На цій посаді Вадаш пропрацював до 17 грудня, загалом провівши на тренерському містку «фраді» 16 матчів. Вперше за декілька сезонів будапештському клубу не вдалося здобути нагороди чемпіонату, тож на посаді тренера Вадаша змінив його екс-одноклубник по «Шорокшару» Габор Урбанчик.
Протягом 1953—1955 років працював головним тренером національної збірної Албанії, після чого знову повернувся до Угорщини, де уклав угоду з клубом «Залаегерсег». З 1960 по 1965 рік очолював національну збірну Сирії, а з 1966 по 1967 рік — збірну Йорданії.

## Досягнення та звання
- Майстер-тренер (1962)